# جهت‌یابی (فیلم)
جهت‌یابی (فرانسوی: Air‎; اسپانیایی: Nordeste‎) یک فیلم درام-مهیج محصول آرژانتین-فرانسه به کارگردانی خوان دیه‌گو سولاناس است که در سال ۲۰۰۵ منتشر شد. از بازیگران آن می‌توان به کارول بوکه اشاره کرد.